# Il campeggio degli orrori
Il campeggio degli orrori (Welcome to Camp Nightmare) è la nona storia della serie horror per ragazzi Piccoli brividi, scritta da R. L. Stine.
Questa è la prima storia della serie, dopo I terrestri senza memoria (anche se in quest'ultima si nota fin da subito), a non avvenire sulla Terra ma in un altro mondo ad essa simile.
La copertina del libro rappresenta una strana creatura mostruosa, nascosta in un cespuglio, mentre scosta con una mano la retina di una tenda da campeggio. Questa rappresentazione in realtà non si riferisce a nulla di ciò che accade nel libro (e non è il primo caso di una copertina della serie che non si riferisce ad un qualcosa che accade realmente nella storia). Essa è stata realizzata da Tim Jacobus (l'illustratore delle copertine della serie).

## Trama
La vicenda racconta di alcuni ragazzi, tra cui il protagonista Billy Harlan, che prendono il pulmino per recarsi al campeggio "Luna Nera", nella speranza di passare un periodo di vacanze e divertimento. Il pulmino però ha un guasto, e l'autista li lascia incredibilmente in mezzo ad un bosco, dove i ragazzi vengono quasi attaccati da un branco di strane creature, ma queste vengono messe in fuga dall'arrivo di un guardiacaccia, che è in realtà il direttore del campeggio "Luna Nera", lo zio Al. Durante il tragitto, Billy conosce Dawn, una ragazza che è diretta al campeggio femminile, e fa amicizia con Jay, Mike, Colin e Roger.
I cinque vengono messi nello stesso capanno e fanno la conoscenza di Larry, un serio capogruppo; improvvisamente, però, Mike viene morso da una serpe e Billy scopre che non c'è un'infermeria nel campo per poterlo medicare. Quella sera, dinanzi al grande falò, lo zio Al avverte i campeggiatori di stare alla larga da un vecchio capanno chiamato l'"Alloggio Dimenticato" poiché molto pericoloso. Il giorno dopo, inoltre, Mike sparisce misteriosamente e, durante una partita di palla avvelenata, Larry colpisce con un'inumana freddezza Colin con la palla, facendolo stramazzare a terra. Quella sera, nella prova di coraggio (in cui i campeggiatori devono passare la notte in tenda), Billy si rifiuta di esplorare l'Alloggio Dimenticato insieme a Jay e Roger; subito dopo Jay ritorna da Billy, terrorizzato, dicendogli che Roger è stato fatto a pezzi da Sabre, una bestia feroce che vive nel bosco. Avendo appurato che il telefono del campeggio è fasullo, Billy cerca di telefonare ai suoi genitori ma lo zio Al glielo impedisce, suggerendogli invece di scrivere loro una lunga lettera; nel momento in cui Billy fa per consegnarla si rende conto che la buca delle lettere contiene tutte le missive che i campeggiatori dovevano spedire, come anche le sue. Poco prima del nuoto nel lago, Billy viene chiamato da Dawn e Dori, nascoste nei cespugli, le quali gli riferiscono che anche nel campeggio femminile stanno sparendo delle campeggiatrici e sono venute apposta da lui per chiedere aiuto. Il giorno successivo, poi, Jay e Colin spariscono assieme ad un capogruppo di nome Frank durante una marcia campestre nel bosco, ed è in quest'occasione che Billy scopre che entrambi sono stati già rimpiazzati nel loro capanno da due ragazzi di nome Chris e Tommy. Durante l'escursione in canoa, poi, Larry cade nell'acqua ma viene salvato da Billy che si butta a nuoto, mentre anche Chris e Tommy spariscono.
L'indomani, Billy e i suoi compagni ricevono dei fucili per andare a caccia perché due ragazze del campeggio femminile, Dawn e la sua amica Dori, sono scappate e la direttrice del loro campeggio ha chiamato lo zio Al per andarle a riprendere. Billy si rifiuta di eseguire l'ordine di sparare alle due ragazze con dei fucili (caricati con proiettili narcotizzanti) ma lo zio Al, che fino ad allora era stato comprensivo, va su tutte le furie e gli ordina di farlo. Billy imbraccia il fucile, lo tende verso Al e spara. A quel punto, il direttore del campeggio inizia a ridere sommessamente, rivelando che il fucile usato da Billy era caricato a salve e che era stata tutta una messinscena, con la complicità di tutti gli altri (che infatti lo raggiungono subito dopo insieme ai suoi genitori complimentandosi con lui), ovvero degli attori ben preparati che avevano unicamente recitato fino a quel momento (incluso lo stesso zio Al). Infatti, il campeggio "Luna Nera" è in realtà un laboratorio governativo segreto in cui Billy era stato mandato per poter essere preparato per partire con i suoi genitori in una missione segreta verso un luogo inospitale e pericoloso: un pianeta chiamato Terra.

## Personaggi
- Billy Harlan: l'intrepido protagonista della storia. Nell'episodio televisivo è doppiato da Davide Garbolino.
- Colin: uno degli amici di Billy che porta sempre una bandana e degli occhiali da sole. Nell'episodio televisivo è doppiato da Simone D'Andrea.
- Jay: uno degli amici di Billy, un ragazzo muscoloso e vanesio. Nell'episodio televisivo è doppiato da Monica Bonetto.
- Roger: uno degli amici di Billy. Nell'episodio televisivo è doppiato da Nicola Bartolini Carrassi.
- Mike: uno degli amici di Billy, è molto fifone. Nell'episodio televisivo è doppiato da Patrizia Scianca.
- Lo zio Al: il direttore del campeggio, si dimostra in certi momenti estremamente strano. Nell'episodio televisivo è doppiato da Adolfo Fenoglio.
- Larry: il capogruppo del bungalow di Billy, è un ragazzo scostante ma in certi momenti comprensivo. Nell'episodio televisivo è doppiato da Daniele Demma.
- Dawn: una ragazza che fa amicizia con Billy e che è anch'ella inquietata dalle sparizioni del suo campeggio. Nel doppiaggio italiano è chiamata Diana (a parte un errore di doppiaggio all'inizio, quando invece mantiene il nome inglese).
- Dori: amica di Dawn. Nell'episodio televisivo è soltanto menzionata.
- Chris: uno dei ragazzi che rimpiazza Jay. Nell'episodio televisivo è assente.
- Tommy: uno dei ragazzi che rimpiazza Colin. Nell'episodio televisivo è assente.
- Mr. Harlan: il padre di Billy.
- Ms. Harlan: la madre di Billy.

## Episodio TV
Di questo romanzo è stata fatta una trasposizione televisiva che presenta differenze rispetto al libro:
- Il campeggio nel libro è chiamato "Luna Nera" mentre nell'episodio TV "Campeggio della Luna".
- Jay è di carnagione bianca nel libro mentre nella trasposizione televisiva è afroamericano.
- L'Alloggio Dimenticato è chiamato nell'episodio televisivo il "Capanno Proibito".
- I ragazzi, nella partita dove Larry colpisce Colin, giocano a palla avvelenata nel libro mentre nell'episodio TV a baseball.
- Sabre è chiamato (tradotto) Sciabola nella versione italiana dell'episodio TV. Oltre a questo il mostro è completamente assente nel libro (venendo solo menzionato), mentre nell'episodio televisivo si vede chiaramente, apparendo come un mostruoso cane selvatico con i denti aguzzi (rivelatosi poi una bestia meccanica manovrata da George). Nell'episodio TV Sciabola compare all'inizio al posto delle strane creature, e Al parla del mostro dopo averlo spaventato anziché dopo aver accompagnato i ragazzi al campeggio.
- Il personaggio di George, uno dei collaboratori dello zio Al, è assente nel libro ma non nell'episodio TV: è colui che manovra Sciabola.
- I personaggi di Frank, Chris, Tommy e Dori sono assenti. Dori, tuttavia, viene solo menzionata (Dawn racconta a Billy che Dori è sparita dopo essere stata aggredita da un orso durante un'escursione).
- Il canottaggio avviene in un fiume nel libro, in un lago nell'episodio TV.
- Nell'episodio TV Billy entra nel Capanno Proibito ed è là che scopre le lettere che non erano mai state spedite, a differenza del libro dove non solo non entra mai nell'Alloggio Dimenticato ma scopre le lettere nell'ufficio centrale.
- Nell'episodio TV ad ogni ragazzo viene consegnata una piccola balestra e non un fucile.

## Edizioni
- R. L. Stine, Il campeggio degli orrori, traduzione di Chiara Belliti, collana Piccoli brividi, Arnoldo Mondadori Editore, 1995,  p. 174.